# Каштановка (Запорожская область)
Каштановка (укр. Каштанівка) — село,
Новоиванковский сельский совет,
Новониколаевский район,
Запорожская область,
Украина.
Код КОАТУУ — 2323683506. Население по переписи 2001 года составляло 69 человек.

## Географическое положение
Село Каштановка находится на расстоянии в 1,5 км от села Богдановка и в 2-х км от сёл Дудниково и Сторчевое.
По селу протекает пересыхающий ручей с запрудой.